# Роберт Ліхі
Роберт Ліхі (нар. 8 березня 1946) — американський психотерапевт, директор Американського інституту когнітивної психології. Професор психології.

## Біографія
Ліхі народився в Олександрії, штат Вірджинія, в сім'ї Джеймса Дж. Ліхі, продавця, і Ліліан ДеВіта, виконавчого секретаря. Його батьки розійшлися, коли йому було 18 місяців, і мати перевезла Роберта до Нью-Хейвену, штат Коннектикут. 
Він здобув освіту в Єльському університеті (бакалавр, магістр, магістр філософії, доктор філософії), а потім здобув постдокторантуру на факультеті психіатрії Медичної школи Пенсільванського університету під керівництвом Аарона Т. Бека, доктора медичних наук. , засновник когнітивної терапії.
Лихи зацікавився моделлю когнітивної терапії Бека після того, як розчарувався в психодинамічній моделі, якої, на його думку, не вистачало достатньої емпіричної підтримки.

## Нагороди
У 2014 році Роберт Л. Ліхі отримав премію Аарона Т. Бека від Академії когнітивної терапії. 2021 року він отримав ступінь почесного доктора гуманітарних наук Філадельфійського коледжу остеопатичної медицини.